# Yvonne Schneeloch
Yvonne Schneeloch (* 3. Januar 1977 in Bensberg) ist eine ehemalige deutsche Basketballspielerin.

## Laufbahn
Schneeloch, deren Vater Walter Präsident des Landessportbundes Nordrhein-Westfalen war, spielte in der 1. Damen-Basketball-Bundesliga beim TV Bensberg. Im Alter von 20 Jahren ging sie zur BG Rentrop Bonn, mit der die Aufbauspielerin ebenfalls in der höchsten deutschen Spielklasse antrat. 2001/02 trug sie erneut das Bensberger Trikot und ab 2002 des Zweitligisten Union Opladen.
Die gelernte Bauzeichnerin und Absolventin der Deutschen Sporthochschule in Köln arbeitete als Nachwuchstrainerin und Jugendkoordinatorin beim Rhöndorfer TV, im Juli 2008 wechselte sie als Referentin für Leistungssport zum Deutschen Basketball Bund, am 1. April 2009 übernahm sie die Leitung der Jugendleistungsspielklassen JBBL und NBBL. Dieses Amt hatte Schneeloch bis Jahresende 2011 inne und nahm im Januar 2012 die Arbeit als Leiterin der Geschäftsstelle des Pulheimer Sport Clubs auf. Diese Arbeit übte sie fast zehn Jahre aus.
Im August 2021 wurde sie in Hamburg beim Walddörfer SV tätig und übernahm in dem Verein die Bereichsleitung Finanzen. Im April 2022 wurde Schneeloch beim Walddörfer SV Finanzvorstand.